# ガンマニア (漫画)
『ガンマニア』は、平野耕太による日本の漫画作品。『ウルトラジャンプ』（集英社）1999年29号・32号・2000年2月号に、それぞれ掲載された。単行本は未刊。

## 概要
凄腕だが性格の破綻したガンマン板東英二が、銃を撃ちまくって大暴れするストーリー。当初は読み切りだったが、アンコールに応える形で、続きが2編描かれた。
第1話ではヤクザの依頼により潜入中の中国マフィアを壊滅させ、依頼完了後に板東を始末しようとしたヤクザを返り討ちにした。第2話では被害者の遺族から依頼を受けて容疑者の少年たちを標的に警察署に乗り込み、警官の巻き添えもものともせず射殺する殺害する様が描かれた。第3話はこれまでの路線とは異なり、板東と自殺しようとしている少年とホモのストーカーの3人が、ビルの屋上でダメな会話を交わすシーンに終始し、ガンアクションは描かれなかった。

## 登場人物
板東 英二（ばんどう えいじ）
主人公。凄腕のガンマン。明後日の方向を見ていようと、デタラメな構えで撃とうと、必ず標的に命中させる曲撃ちの名手。
その腕を活かして殺し屋をしている。本人は、自分を「ガンマン」であると主張し、「殺し屋」と言われると激怒する（しかし第3話では自ら「殺し屋」と名乗っており、相手からも2度そう呼ばれているが特に反応していない）。殺しの仕事の際には、お気に入りの歌を口ずさみながら、銃を乱射する。
標的を殺す為には、相手が中国人のマフィアだろうと、場所が警察署だろうと、そこにいる人間を平然と皆殺しにしてしまえる。「ムカつく奴と銃を持っている奴は容赦なく殺すが、どちらでもない丸腰の人間は撃たない」という流儀を持つ。バイセクシャルで、自殺志願の美少年を自慰行為のオカズにしようとした。
田（でん）
第1話に登場。中国マフィア・黄龍幇（コウロンバン）の幹部。日本のヤクザの明石組と結託していたが、明石組に雇われた板東に射殺される。
池辺（いけべ）
第1話に登場。明石組の若頭。黄龍幇の抹殺を板東に依頼する。凄腕のフリーランスである板東の存在を危険視し、仕事の終了後に殺害しようとするが、返り討ちに遭う。
柏崎（かしわざき）
第2話に登場。警視庁梅島署の刑事。板東の標的となった少年達の取り調べを担当した。未成年だから大した罪にはならないと、高をくくっている少年達に呆れ、板東に襲撃された際には彼らを見捨てて行ってしまう。銃を所持していなかったため、「ガンマンは丸腰は撃たない」という主義の板東には殺されずに済む。
殺しの仲介者
本名不明。毒舌家の皮肉屋で、女性と見紛う様な美貌の青年。依頼人から殺しの仕事を引き受け、その仕事を板東に回す役割。
殺人犯の少年3人
第2話に登場。本名不明（1人は仲間から「杉ちゃん」というアダ名で呼ばれている）。いわゆるチーマーであり、自分達に注意したサラリーマンをリンチの末、殺害して逮捕された。少年法の知識を振りかざして、逮捕後は全く反省の無い態度を取っていたが、彼らへの殺害依頼をサラリーマンの妻から請け負った板東に射殺された。
眼鏡をかけた少年
第3話に登場。本名不明。同性愛者のストーカーに貞操を狙われている。
クラスのアイドル的存在の女の子にラブレターを出そうとして、誤って岩倉トモミの下駄箱に手紙を入れてしまう。それをクラスメイトに公表された上、散々罵倒され、それが原因でクラスメイト達から人間扱いしてもらえなくなる。その事に絶望して自殺を図るが、板東に唆され、渡された銃で岩倉トモミを殺害しに行く。
同性愛者のストーカー
第3話に登場。本名不明。3ヶ月ほど前から少年を監視し、仲間とともに彼のレイプ監禁計画を立てる。計画実行が2日後であり、そのため自殺を阻止しようとする。坂東とは出会って間も無く意気投合し、少年のレイプを再度画策する。
岩倉 トモミ（いわくら トモミ）
第3話に登場（少年の回想シーンのみ）。「一人黒い三連星」「量産のあかつきには連邦が滅びる」等と仇名される、不美人で横幅の広い女子学生。板東には「心技体そろったブス」と評され、世界の敵と認定される。

## 登場する楽曲
- 中原めいこ：ロ・ロ・ロ・ロシアンルーレット：第1話（著作権表記あり）
- エイフェックス・ツイン：カム・トゥ・ダディ
- 筋肉少女帯：サンフランシスコ：第1話（著作権表記あり）
- 郷ひろみ：2億4千万の瞳 -エキゾチック・ジャパン-：第2話（著作権表記あり）
- マリリン・マンソン：ゴッドイズインザTV